# Известия
„Известия“ (на руски: Изве́стия) е сред от най-популярните и тиражирани руски и съветски обществено-политически и делови вестници, издаван още и в рускоезичните държави и Западна Европа.
Създаден е през март 1917 г. По времето на Съветския съюз е официален орган на ръководната партия КПСС, а от август 1991 г. е независимо средство за масова информация.
Темите, които се засягат във вестника, са свързани с политическия и икономическия живот в Русия и в чужбина, анализи и коментари, обзор на въпросите на бизнеса и икономиката, културата и спорта. Издава се както в хартиен, така и в електронен вариант.
След разпадането на СССР през 1991 г. става независимо издание, собственост на работещите във вестника, след което постепенно преминава в частни ръце. От 2008 г. е собственост на холдинга „Национальная Медиа Группа“, като от 2017 г. е част от най-големия ѝ проект - мултимедиен информационен център.